# Pena de muerte en el judaísmo
La pena de muerte en la ley judía tradicional se ha definido en los códigos de la ley judía que se remontan a la época medieval, basados en un sistema de leyes orales contenidas en el Talmud de Babilonia y el de Jerusalén, siendo la fuente principal la Biblia hebrea. En la actualidad, los tribunales rabínicos han renunciado a la capacidad de infligir cualquier tipo de castigo físico; las principales autoridades rabínicas del judaísmo ortodoxo, conservador y reformista se oponen a la institución moderna de la pena de muerte.

## Historia

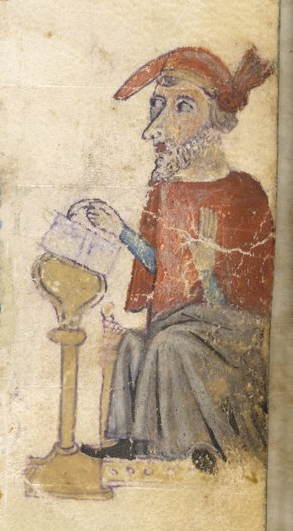
Miniatura medieval de Eleazar ben Azariah.

La pena de muerte y el castigo físico en el judaísmo tienen una historia compleja que ha sido objeto de un amplio debate. La Biblia y el Talmud especifican la pena de muerte mediante las «Cuatro Ejecuciones de la Corte», —la lapidación, la quema, la decapitación y el estrangulamiento— para las transgresiones más graves, y el castigo corporal de la flagelación para las transgresiones intencionales de los mandamientos negativos que no incurren en una de las «Cuatro Ejecuciones». Según la ley talmúdica, la autoridad para aplicar la pena de muerte cesó con la destrucción del Segundo Templo. La Mishná afirma que un sanedrín que ejecuta a una persona en siete años —o setenta años, según Eleazar ben Azariah  es considerado sanguinario. Durante la Antigüedad tardía, la tendencia a no aplicar la pena de muerte en absoluto se hizo predominante en los tribunales judíos. En la práctica, cuando los tribunales judíos medievales tenían la facultad de dictar y ejecutar sentencias de muerte, siguieron haciéndolo para delitos especialmente graves, aunque no necesariamente los definidos por la ley. Aunque se reconocía que el uso de la pena capital en la época posterior al Segundo Templo iba más allá de la justificación bíblica, los rabinos que la apoyaban creían que podía justificarse por otras consideraciones de la ley judía. Si las comunidades judías practicaron alguna vez la pena de muerte según la ley rabínica, y si los rabinos de la época talmúdica apoyaron alguna vez su uso incluso en teoría, ha sido objeto de debate histórico e ideológico.
El jurista judío del siglo XII Maimónides afirmó que «es mejor y más satisfactorio absolver a mil culpables que condenar a muerte a un solo inocente». Maimónides sostenía que ejecutar a un acusado con algo menos que la certeza absoluta llevaría a una pendiente resbaladiza de disminución de la carga de la prueba, hasta que las condenas fueran simplemente «según el capricho del juez». A Maimónides le preocupaba la necesidad de que la ley se protegiera en la percepción pública, para preservar su majestuosidad y conservar el respeto del pueblo.
La posición de la ley judía sobre la pena de muerte ha sido a menudo la base de las deliberaciones del Tribunal Supremo de Israel. El sistema judicial de Israel únicamente la ha aplicado en dos ocasiones, en los casos de Adolf Eichmann, y Meir Tobianski.

## La pena de muerte en las fuentes clásicas

### En el Pentateuco

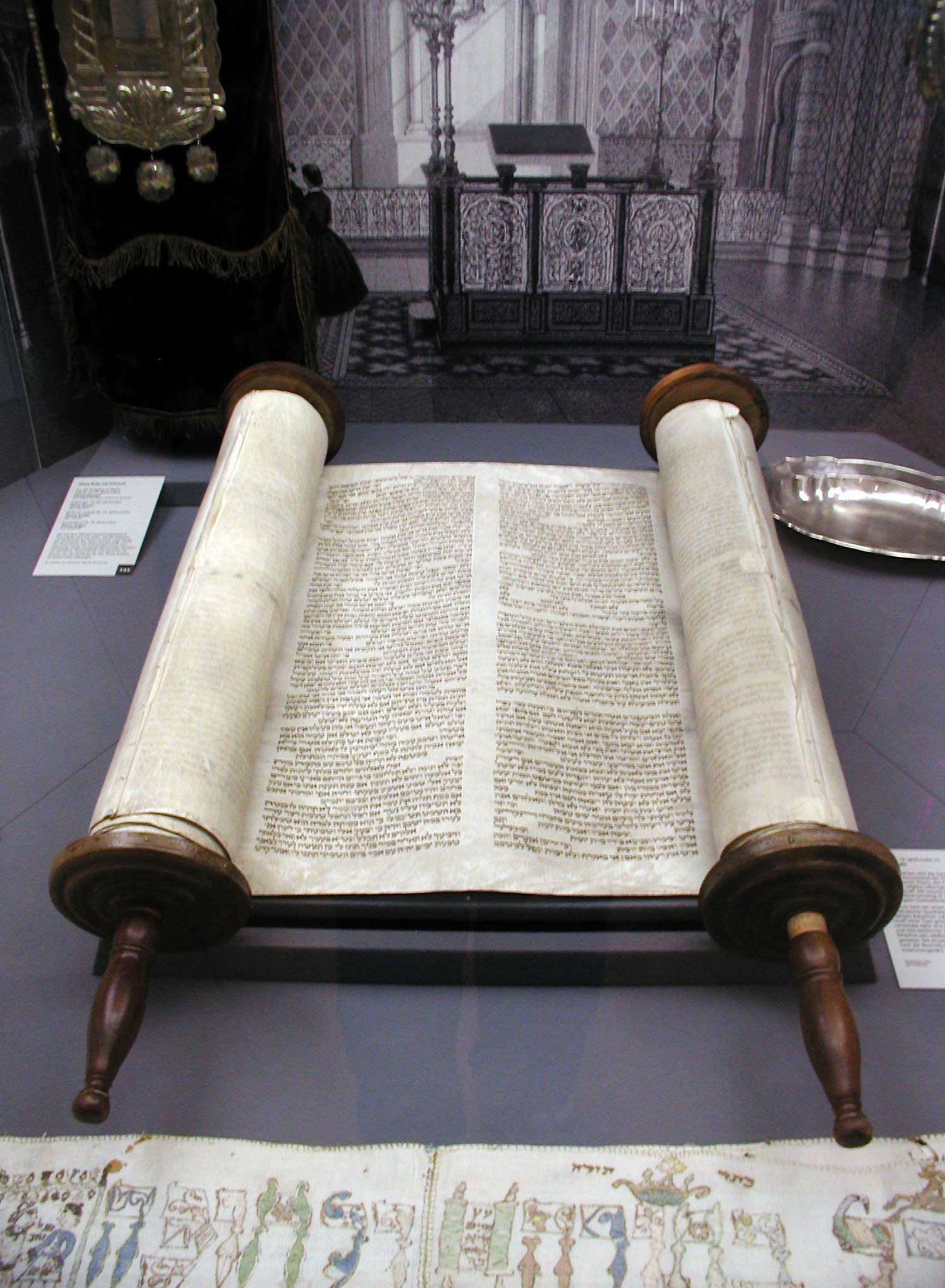
Un rollo de la Torá.

La institución de la pena de muerte en la ley judía está definida en la Ley de Moisés (Torá) en múltiples lugares. La Ley de Moisés dispone que la pena de muerte se imponga a las personas condenadas por los siguientes delitos:
- adulterio (para una mujer casada y su amante) (Levítico 20:10; Deuteronomio 22:22);[13]
- bestialidad (Éxodo 22:18; Levítico  20:15);
- blasfemia (Levítico 24:16);
- sexo prematrimonial (para niñas comprometidas) (Deuteronomio 22: 13-21);[13][14]
- falso testimonio en casos capitales (Deuteronomio 19: 16-19);
- falsa profecía (Deuteronomio 13: 6, Deuteronomio 18:20);
- relaciones homosexuales (Levítico 18:22, Levítico 20:13);
- idolatría, real o virtual (Levítico 20: 2, Deuteronomio 13: 7-19, Deuteronomio 17: 2-7);
- conexiones incestuosas o antinaturales (Levítico  18:22, Levítico 20: 11-14);
- insubordinación a la autoridad suprema (Deuteronomio 17:12);
- secuestro (Éxodo 21:16, Deuteronomio 24: 7);
- libertinaje de la hija de un sacerdote (Levítico  21: 9);
- asesinato (Éxodo 21:12, Levítico  24:17, Números 35:16);
- proselitismo y promoción de otras religiones (Levítico 13: 7);
- violación cometida contra una mujer prometida (Deuteronomio 22: 25-27);
- golpear, maldecir o rebelarse contra la autoridad paterna (Éxodo 21:15, 17, Levítico 20: 9, Deuteronomio 21: 18–21);
- quebrantamiento del sábado (Éxodo 31:14, Éxodo 35: 2, Números 15: 32–36);
- Tocar el monte Sinaí mientras Dios le estaba dando a Moisés los Diez Mandamientos (Éxodo 19:13);
- brujería, adivinación, nigromancia, hechicería, etc. (Éxodo 22:17, Levítico 20:27).[15]

### Modos de castigo
En la ley judía tradicional hay cuatro tipos de pena capital: lapidación, Quema (plomo derretido en la boca), decapitación (Espada) y estrangulamiento; siendo cada una de ellas el castigo para delitos específicos. Salvo en casos especiales en los que un rey puede dictar la pena de muerte, la pena capital en la ley judía no puede ser decretada sobre una persona a menos que hubiera un mínimo de veintitrés jueces (Sanedrín) juzgando en el juicio de esa persona que, por mayoría de votos, diera la sentencia de muerte, y cuando hubiera habido al menos dos testigos competentes que declararan ante el tribunal que habían visto al litigante cometer el delito capital. Incluso así, la pena de muerte no comienza en la ley judía hasta que el tribunal que juzgaba este caso había dictado la sentencia de muerte desde un lugar específico —antiguamente, la Cámara de la Piedra Tallada en el Monte del Templo de la ciudad de Jerusalén—.

#### Tribunal
El tribunal estaba facultado para infligir cuatro tipos de pena de muerte: lapidación, quema, decapitación y estrangulamiento.

La muerte por fuego se dictó en diez casos, entre los que se encontraban el matrimonio bígamo con la madre de la esposa y la prostitución de la hija casada de un sacerdote. Los autores no fueron quemados en la hoguera, sino que se vertió plomo fundido por el esófago del autor. La muerte por la espada se daba en dos casos: por asesinato gratuito y por apostasía comunitaria (idolatría). Los autores de estos crímenes eran decapitados. La muerte por apedreamiento se aplicaba por la transgresión de uno de los dieciocho delitos, entre los que se encontraban los que transgredían el día de reposo de forma gratuita infringiendo sus leyes —excluyendo a los que podían haber infringido las leyes del día de reposo de forma no intencionada—, así como a un varón que tuviera una relación licenciosa con otro varón. La lapidación se aplicaba empujando al criminal atado y condenado por la ladera de un monte, de forma que caía y moría al impactar con el suelo, si no moría, una persona que estaba abajo le arrojaba una roca sobre la cabeza. La muerte por estrangulamiento era el castigo para seis delitos, entre ellos el de un hombre que tuviera una relación prohibida con la mujer de otro hombre (adulterio), y el de una persona que causara voluntariamente una lesión (contusión) a uno de sus padres, se realizaba con dos personas que tiraban de una tela arrollada en su cuello.

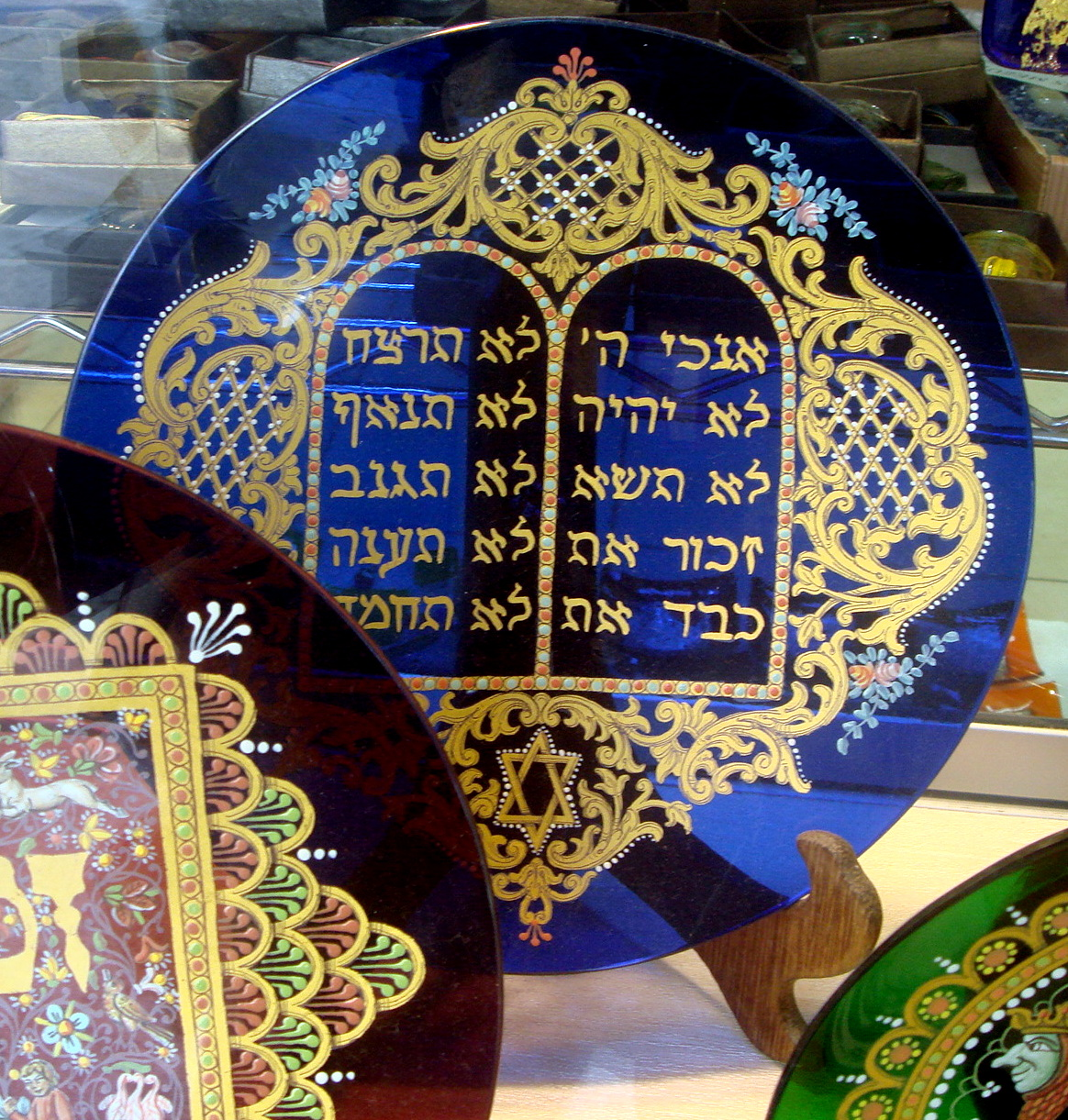
Los Diez mandamientos.

Únicamente en unos pocos casos se prescribe el modo particular de muerte en que se incurre por la comisión de un crimen. La blasfemia, la idolatría, la violación del sábado, la brujería, la prostitución de una virgen desposada, o el engaño de su marido en el matrimonio en cuanto a su castidad, (Deuteronomio 22.21), y el hijo rebelde son, según las leyes del Pentateuco, castigados con la muerte por lapidación; el matrimonio bígamo con la madre de la esposa y la prostitución de la hija de un sacerdote son castigados con la hoguera; la apostasía comunal se castiga con la espada. Con referencia a todos los demás delitos capitales, la ley ordena que el autor muera de forma violenta, añadiendo ocasionalmente la expresión: «Su sangre será sobre él (ellos)». Esta expresión se aplica a la muerte por lapidación. La Biblia habla también de la horca (Deuteronomio 21.22), pero, según la interpretación rabínica, no como modo de ejecución, sino, más bien, de exposición después de la muerte (Sanhedrin vi. 4, 75b).

### En el judaísmo rabínico

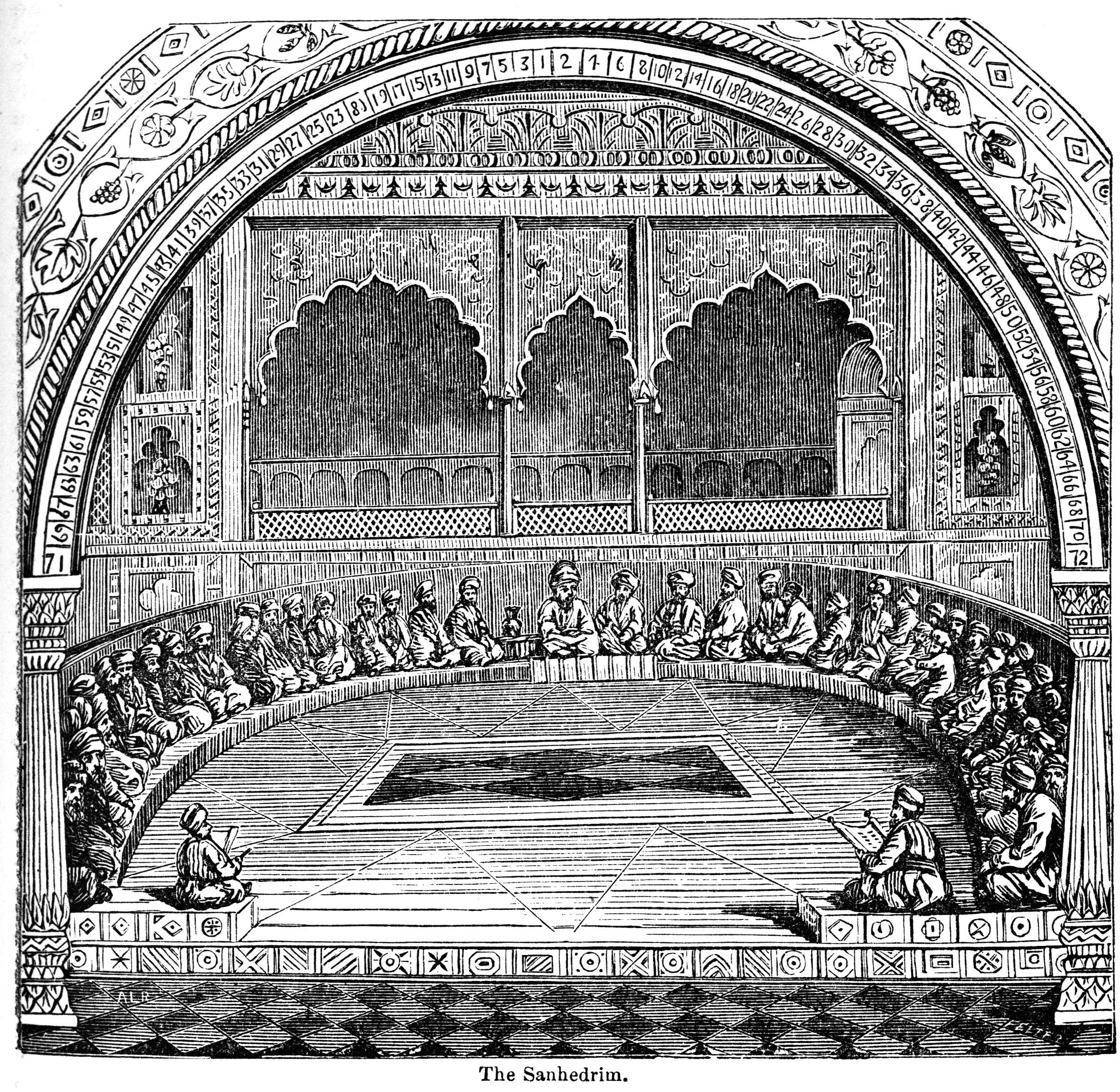
Ilustración en la enciclopedia de 1883 del antiguo consejo del Sanedrín judío.

El principal tratado del Talmud que trata estos casos es el Tratado del Sanedrín.
Los casos relacionados con delitos castigados con la muerte son decididos por 23 jueces. La razón de este número impar es que los primeros rabinos habían aprendido que se necesitan al menos 10 jueces para condenar a un hombre, y otros 10 jueces para absolver a un hombre, y que el tribunal es desigual, por lo que el veredicto se emite por mayoría. Por ejemplo, no podían nombrar a un juez que no tuviera hijos propios, pues se pensaba que era menos misericordioso con los hijos de otros hombres, ni tampoco podían seleccionar a un juez que no fuera varón, por medio de un edicto, y que otros dicen que era por la ligereza y temeridad del otro sexo.
La  dureza de la pena de muerte indicaba la gravedad del delito. Los filósofos judíos sostienen que el objetivo del castigo corporal era servir de recordatorio a la comunidad de la naturaleza severa de ciertos actos. Por eso, en la ley judía, la pena de muerte es más un principio que una práctica. Las numerosas referencias a la pena de muerte en la Torá subrayan la gravedad del pecado, más que la expectativa de muerte. Esto se ve reforzado por las normas de prueba requeridas para la aplicación de la pena de muerte, que siempre han sido extremadamente estrictas (Talmud de Babilonia Makkoth 7b). La Mishná (tratado Makkoth 1:10) expone las opiniones de varios rabinos destacados del siglo I de la era cristiana sobre el tema:

Un sanedrín que da muerte a un hombre una vez cada siete años es llamado asesino. El rabino Eleazar ben Azariah dijo: 'O incluso una vez en 70 años'. rabino Tarfón y rabino Akiba dijeron: 'Si hubiéramos estado en el Sanedrín, nunca se habría dictado una sentencia de muerte'; El rabino Simeon ben Gamaliel dijo: 'Si así fuera, habrían multiplicado los asesinos en Israel'".

El Talmud señala que «cuarenta años antes de la destrucción del [Segundo] Templo, la pena capital cesó en Israel». Esta fecha se sitúa tradicionalmente en el año 28 de la era cristiana, momento que corresponde al año 18 del reinado de Tiberio. En esta época, el Sanedrín requería la aprobación del procurador romano de Judea antes de poder castigar a cualquier malhechor con la muerte. Otras fuentes, como Josefo, no están de acuerdo. La cuestión es muy debatida debido a la relevancia del Juicio de Jesús en el Nuevo Testamento. A los antiguos rabinos no les gustaba la idea de la pena de muerte, e interpretaban los textos de forma que la pena de muerte era prácticamente inexistente.
Los procesos judiciales que implicaban la pena de muerte debían manejarse con extrema precaución. En todos los casos de pena capital en la ley judía, los jueces debían iniciar sus deliberaciones señalando las buenas cualidades del litigante y aportando argumentos por los que debía ser absuelto. Únicamente después escuchaban las pruebas incriminatorias. Era casi imposible infligir la pena de muerte porque los estándares de prueba eran muy altos. Como resultado, las condenas por delitos capitales eran raras en el judaísmo. Los estándares de prueba en los casos capitales incluyen:
- Se requieren dos testigos que hayan observado el delito. Al acusado se le daría una oportunidad, y si repitiera el mismo delito, o cualquier otro, se le condenaría a muerte. Si los testigos eran sorprendidos mintiendo sobre el delito, eran ejecutados.
- Se requerían dos testigos. La aceptabilidad estaba limitada a:
  - Hombres judíos adultos de los que se supiera que cumplían los mandamientos, que conocieran la ley escrita y oral, y que tuvieran profesiones legítimas;
  - Los testigos debían verse en el momento del pecado;
  - Los testigos debían ser capaces de hablar con claridad, sin ningún impedimento del habla o déficit auditivo —para asegurar que la advertencia y la respuesta se hicieran—;
  - Los testigos no podían ser parientes entre sí, ni del acusado.
- Los testigos debían verse, y ambos debían advertir (hatra'ah) a la persona que el pecado que esta a punto de cometer, era un delito capital;[34]
- Esta advertencia debía hacerse en los segundos siguientes a la realización del pecado —en el tiempo que se tardaba en decir «Paz a ti, mi rabino y mi maestro»—;
- En el mismo tiempo, la persona que iba a pecar tenía que responder que conocía el castigo, pero que iba a pecar de todos modos; y empezar a cometer el pecado/delito;
- El Bet Din (tribunal rabínico) tenía que examinar a cada testigo por separado; y si incluso un punto de su evidencia era contradictorio —incluso si un punto muy menor, como el color de los ojos— la evidencia se consideraba contradictoria, y no se tenía en cuenta;
- El Bet Din debía estar formado por un mínimo de 23 jueces;
- La mayoría no podía ser una mayoría simple: el veredicto dividido que permitiría la condena tenía que ser de al menos 13 a 11 a favor de la condena;
- Si el Bet Din llegaba a un veredicto unánime de culpabilidad, se dejaba ir a la persona, con la idea que si ningún juez podía encontrar algo exculpatorio sobre el acusado, había algo mal en el tribunal.[35]
- Los testigos eran designados por el tribunal para ser los verdugos.

Cuando la sentencia de muerte estaba justificada pero el tribunal no tenía jurisdicción para dictarla, como cuando no había dos o más testigos, el tribunal tenía la autoridad para encerrar al individuo condenado dentro de una cúpula, o una estructura confinada similar, y alimentarlo con escasas porciones de pan y agua hasta que muriera.

### Megillat Taanit
Según una treintena oral a la que se alude en el ya obsoleto Meguilat Taanit («Rollo del ayuno»), los cuatro modos de ejecución que se utilizaban antiguamente en la ley judía eran en su mayoría prácticas transmitidas oralmente y no recogidas explícitamente en la Ley escrita de Moisés, aunque algunos modos de castigo se recogen explícitamente. La Meguilat Taanit señala que «En el decimocuarto [día] de [el mes lunar] Tamuz, el libro de los decretos había sido purgado» (בארבעה עשר בתמוז עדא ספר גזרתא), lo que se explica como que en el cuarto día del mes lunar de Tammuz, un libro de decretos transmitido por los saduceos y los bohetusianos había sido retirado, quienes, en todos los casos, mostraban la prueba de un texto escrito relativo a los cuatro modos de la pena de mierte, en lugar de una tradición transmitida oralmente y cuya tradición había prevalecido previamente y había sido recibida por el pueblo, como evidenciaban los fariseos.  La reivindicación de los fariseos frente a los saduceos y los bohetusianos dio lugar a que esta fecha se celebrara en honor, hasta que el «Rollo del Ayuno» fue cancelado por completo.

## Los pecados capitales separados por los cuatro tipos de pena de muerte

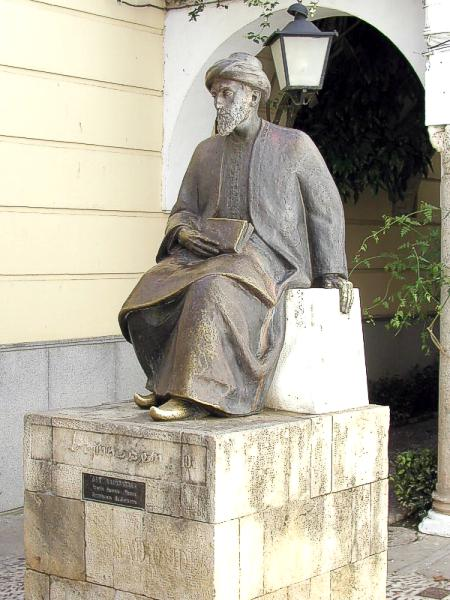
Monumento a Maimónides en Córdoba, España.

La siguiente es una lista elaborada por Maimónides en su Mishné Torá (Tratado Sanedrín Capítulo 15) de los delitos que conllevan una pena capital.

### Castigo por skila (סקילה, lapidación)

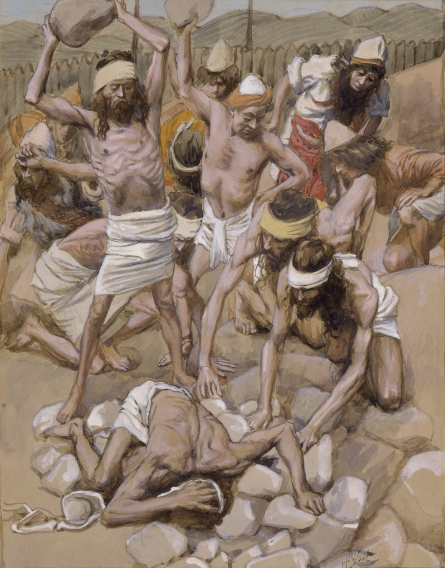
El quebrantador del sábado apedreado. Impresión artística del episodio narrado en. James Tissot c.1900.

- Relación sexual entre un hombre y su madre.
- Relaciones sexuales entre un hombre y la mujer de su padre (no necesariamente su madre).
- Relaciones sexuales entre un hombre y su nuera.
- Relaciones sexuales con la mujer de otro hombre desde la primera etapa del matrimonio (compromiso).
- Relaciones sexuales entre dos hombres.
- La bestialidad.
- Maldecir el nombre de Dios
- Entregar la propia progenie a Moloc (sacrificio de niños).
- Hechicería de nigromancia.
- Hechicería pitónica.
- Intentar convencer a otro de que adore a los ídolos.
- Instigar a una comunidad a adorar ídolos.
- Brujería.
- Violación del sábado.
- Maldecir al propio padre.
- Un hijo obstinado y rebelde.

### Castigo porserefah(שריפה, quema)
Según la Halajá, este castigo se lleva a cabo vertiendo metal fundido (plomo, o una mezcla de plomo y estaño) en la garganta, en lugar de quemado en la hoguera.
- La hija de un sacerdote que completó la segunda etapa del matrimonio comete adulterio.
- La relación sexual entre un hombre y su hija.
- Relaciones sexuales entre un hombre y la hija de su hija.
- Relaciones sexuales entre un hombre y la hija de su hijo.
- Relaciones sexuales entre un hombre y la hija de su esposa —no necesariamente su propia hija—.
- Relaciones sexuales entre un hombre y la hija de su esposa.
- Relaciones sexuales entre un hombre y su suegra.
- Relaciones sexuales entre un hombre y la madre de su suegra.
- Relaciones sexuales entre un hombre y la madre de su suegro.

### Castigo porhereg(הרג,decapitaciónpor espada)
- Asesinato ilegal premeditado.
- Ser ciudadano de una Ir nidachat, ciudad donde sus habitantes son idólatras.Deuteronomio13: 13-19 {{{2}}}.

### Castigo porjenek(חנק,estrangulación)
- Cometer adulterio con la mujer de otro hombre, cuando no entra en los criterios anteriores.
- Herir al propio padre.
- Secuestrar a otro israelita.
- Profetizar falsamente.
- Profecía en nombre de otras deidades.
- Un sabio que es culpable de insubordinación frente a la gran corte en la Cámara de la Piedra Tallada.

## Actitudes contemporáneas
Los tribunales rabínicos han renunciado a la capacidad de infligir cualquier tipo de castigo físico, y dichos castigos se dejan en manos del sistema judicial civil. Las principales organizaciones rabínicas del judaísmo ortodoxo, conservador y reformista se oponen a la institución moderna de la pena de muerte.

### Judaísmo ortodoxo
El rabino ortodoxo Aryeh Kaplan escribió:

En la práctica, ... estos castigos casi nunca se invocaban, y existían principalmente como elemento disuasorio y para indicar la gravedad de los pecados para los que se prescribían. Las reglas de evidencia y otras salvaguardas que la Torá proporciona para proteger al acusado hacían casi imposible invocar realmente estas penas ... el sistema de castigos judiciales podía volverse brutal y bárbaro a menos que se administrara en una atmósfera de la más alta moralidad y piedad. Cuando estas normas decayeron en el pueblo judío, el Sanedrín ... abolió voluntariamente este sistema de penas.

Por otro lado, el rabino Moshé Feinstein, en una carta al entonces gobernador de Nueva York, Hugh Carey afirma: 

Aquel que asesina porque la prohibición de matar no tiene sentido para él, y es especialmente cruel, y así también cuando proliferan los asesinos y la gente malvada, ellos [los tribunales] [deberían...] juzgar [la pena capital] para reparar el asunto [y] prevenir el asesinato - porque esto [la acción del tribunal] salva al estado.

### Judaísmo conservador
En el judaísmo conservador, la pena de muerte fue objeto de una respuesta por parte de su Comité sobre la Ley y las Normas Judías, que ha dejado constancia de su oposición a la institución moderna de la pena de muerte:

El Talmud excluía la admisibilidad de las pruebas circunstanciales en los casos que implicaban un crimen capital. Se requería que dos testigos declararan que habían visto la acción con sus propios ojos. Un hombre no podía ser encontrado culpable de un crimen capital a través de su propia confesión o a través del testimonio de los miembros inmediatos de su familia. Los rabinos exigían una condición de premeditación fría en el acto del crimen antes de sancionar la pena de muerte; la prueba específica en la que insistían era que el criminal fuera advertido antes del crimen, y que el criminal indicara, al responder a la advertencia, que era plenamente consciente de su acto, pero que estaba decidido a llevarlo a cabo. En efecto, esto eliminó la aplicación de la pena de muerte. Los rabinos eran conscientes de ello y declararon abiertamente que la pena capital les repugnaba... Hay otra razón que aboga por la abolición de la pena capital. Es el hecho de la falibilidad humana. Con demasiada frecuencia, nos enteramos de personas que fueron condenadas por crímenes, y más tarde se descubren nuevos hechos por los que se establece su inocencia. Las puertas de la cárcel pueden abrirse; en esos casos, podemos deshacer parcialmente la injusticia. Pero los muertos no pueden ser devueltos a la vida. Consideramos todas las formas de pena capital como bárbaras y obsoletas.

### Judaísmo reformista
Desde 1959, la Conferencia Central de Rabinos Americanos y la Unión para el Judaísmo Reformista se oponen formalmente a la pena de muerte. La Conferencia Central también resolvió en 1979 que «tanto en el concepto como en la práctica, la tradición judía encuentra repugnante la pena capital», y no hay pruebas persuasivas «de que la pena capital sirva para disuadir del crimen».